# Herb Wejherowa
Herb Wejherowa – jeden z symboli miasta Wejherowo w postaci herbu.

## Wygląd i symbolika
Herb przedstawia biały krzyż rycerzy maltańskich na błękitnym polu otoczony wieńcem z liści wawrzynu, w środku zawierający czerwoną różę.
Błękit jest symbolem wierności Bogu i królowi, jak też jest kolorem morza, z którym był związany ród Wejherów herbu Skarzyna i samo Wejherowo. Barwa biała jest symbolem uczciwości, wierności tradycji i religijności, z której słyną Kaszubi.
Biały krzyż maltański (Zakonu pw. św. Jana – Kawalerów Maltańskich) przypomina o duchowej więzi między Wejherowem – Jerozolimą Kaszub a Jerozolimą rzeczywistą (którą opiekowali się dawniej joannici). Jakub Weiher mógł być kawalerem maltańskim, co było wówczas wielkim wyróżnieniem i dołączył godło zakonu do herbu miasta celem zaakcentowania tego faktu.
Czerwona róża jest symbolem Męki Pańskiej, przedstawionej w cyklu kaplic kalwaryjskich, bądź też jest reminiscencją herbu fundatora (w herbie Wejherów widnieją trzy czerwone róże).
Wawrzynowy wieniec przypomina o zwycięskich kampaniach wojennych, prowadzonych przez założyciela miasta.

## Historia
Pierwsza wzmianka opisowa o herbie Wejherowa pojawiła się w dokumencie lokacyjnym dla miasta, podpisanym przez króla Jana Kazimierza 13 stycznia 1650 r. Prawdopodobnie nadał go miastu osobiście założyciel Wejherowa, Jakub Weiher.
Pierwszy graficzny wizerunek herbu o pełnej kolorystyce pochodzi z „Kroniki Klasztoru Franciszkanów Ściślejszej Obserwacji w Wejherowie w latach 1633-1676” o. Grzegorza Gdańskiego (wyd. 1996 przez Muzeum Piśmiennictwa i Muzyki Kaszubsko-Pomorskiej w Wejherowie).
W latach 1950–1992 w związku z omyłkowym tłumaczeniem łacińskiej wersji aktu lokacyjnego herb otaczano polem o żółtym kolorze. Herb o błękitnym polu został przyjęty 2 marca 1992 roku uchwałą nr XX/211/92 Rady Miasta Wejherowa.